# Запис Дрењанина орах (Баћевац)
Запис Дрењанина орах (Баћевац) се налази на парцели чији је власник Дрењанин Зоран.

## Локација
| Општина             | Барајево                                                                    |
| Катастарска општина | Баћевац                                                                     |
| Потес               | Девотинац                                                                   |
| Координате          | 44° 34′ 32″ С; 20° 22′ 10″ И / 44.575600000000001° С; 20.369499999999999° И |
| Надморска висина    | 210m                                                                        |

## Карактеристике
Дендрометријске вредности утврђене на терену и сателитским снимцима:
| Стабло                     | Орах |
| Висина стабла              | m    |
| Обим дебла                 | m    |
| Пречник крошње             | 2m   |
| Пречник дебла              | m    |
| Висина дебла до прве гране | m    |

## База записа
Запис је у оквиру Викимедија пројекта "Запис - Свето дрво" заведен под редним бројем 0988.